# Friedrich Egen

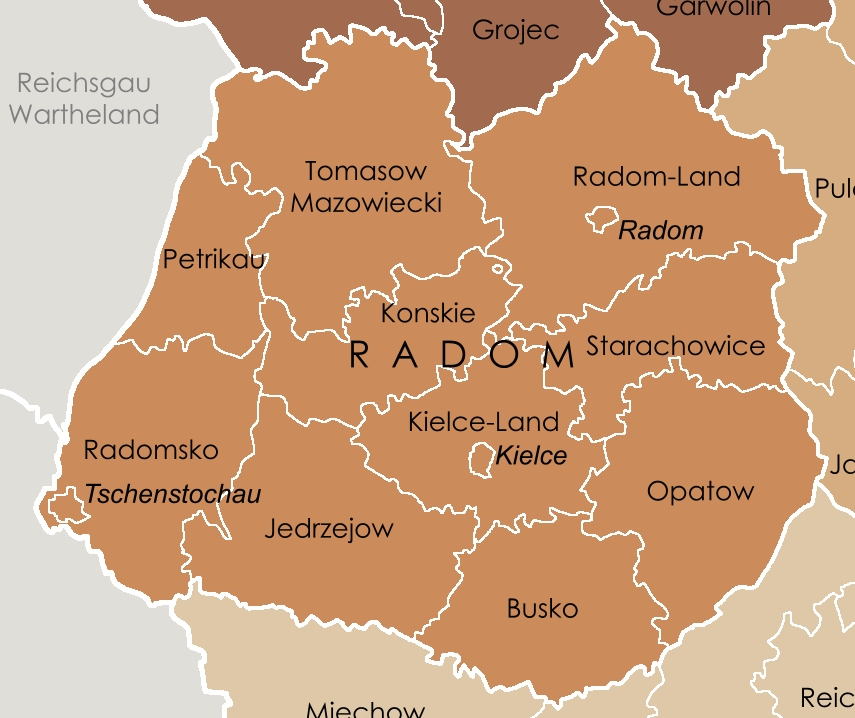
Administrativ karta över distriktet Radom år 1941.

Friedrich Egen, född 27 januari 1903 i Marschalkenzimmern, död 18 januari 1974 i Stuttgart, var en tysk promoverad jurist och ämbetsman. Han var stabschef för civilförvaltningen i distriktet Radom i Generalguvernementet, det polska territorium som under andra världskriget ockuperades av Tyskland.

## Biografi
Egen inledde teologistudier 1921 vid Tübingens universitet men ändrade inriktning året därpå och började läsa juridik. År 1925 avlade han vid Humboldt-Universität zu Berlin den första juridiska statsexamen. Påföljande år promoverades Egen till juris doktor och 1928 avlade han den andra juridiska statsexamen. Från 1928 till 1933 hade han som ämbetsman olika uppdrag i Göppingen och Vaihingen. Från 1933 var han chef för transportavdelningen vid det württembergska inrikesministeriet. I början av maj 1933 inträdde Egen i Nationalsocialistiska tyska arbetarepartiet (NSDAP).

### Generalguvernementet
Den 1 september 1939 anföll Tyskland sin östra granne Polen och Egen utsågs då till Stadthauptmann (borgmästare) i Radom. I december 1939 blev han Kreishauptmann (ungefär "distriktsledare") i Radom-Land. Under guvernörerna, först Karl Lasch och därefter Ernst Kundt, tjänstgjorde Egen som stabschef i distriktet Radom och var tillika vice guvernör. Den 1 januari 1941 föranstaltade Egen att den polska befolkningen i nitton byar i Radom-Land skulle avhysas.

### Efter andra världskriget
Egen greps i november 1945 och utlämnades senare till de polska myndigheterna. Den 28 september 1948 dömde Distriktsdomstolen i Radom Egen till tolv års fängelse. Han frigavs 1956.